# 免疫障害
免疫障害（めんえきしょうがい、英: immune disorder）は、免疫系の機能障害のことである。これらの障害は、いくつかの異なる方法で特徴付けることができる。
- 影響を受ける免疫系の構成要素による。
- 免疫系の過活動によるか、不活発によるか。
- 疾患が先天的なものか後天的なものか。

国際免疫学会連合によると、150以上の原発性免疫不全症（PID）が明らかにされている。ただし、後天性免疫不全症の数はPIDの数を超えている。
ほとんどの人が少なくとも1つの原発性免疫不全症を持っていることが示唆されている。しかし、免疫系の冗長性によって、これらの多くは発見されない。

## 自己免疫疾患
自己免疫疾患とは、身体の正常な部分に対する異常な免疫応答によって生じる疾患である。自己免疫疾患は少なくとも80種類があり、ほぼすべての体の部位が関与する可能性がある。一般的な症状としては、微熱や疲労感がある。多くの場合、症状は現れたり消えたりする。

### いくつかの自己免疫疾患のリスト
- 全身性エリテマトーデス
- 強皮症
- 特定の種類の血性貧血
- 血管炎症候群
- 1型糖尿病
- バセドウ病
- 関節リウマチ
- 多発性硬化症（ただし、免疫が介在するプロセスと考えられている）
- グッドパスチャー症候群
- 悪性貧血
- いくつかの種類のミオパチー
- ライム病（後期）

## 免疫不全
原発性免疫不全症は、遺伝性の遺伝子変異によって引き起こされる疾患である。続発性免疫不全（または獲得免疫不全）は、ウイルスや免疫抑制剤などの体外のものが原因で起こる。
原発性免疫疾患は、耳の感染症、肺炎、気管支炎、副鼻腔炎、または皮膚感染症にかかりやすくなり、しばしば再発する危険性がある。免疫不全の患者は、内臓の膿瘍、自己免疫、リウマチ、消化器系の疾患を発症する頻度が低下する可能性がある。
原発性免疫不全
- 重症複合免疫不全症（英語版）（SCID）
- ディジョージ症候群
- 高免疫グロブリンE症候群（英語版）（ジョブズ症候群としても知られる）
- 分類不能型免疫不全症（CVID）：B細胞レベルは循環中で正常である、IgGの産生量が何年にも渡って減少するため、10代後半に発症する唯一の原発性免疫疾患である。
- 慢性肉芽腫症（CGD）：NADPHオキシダーゼ酵素の欠損により、酸素ラジカルの生成ができなくなる。カタラーゼ陽性の細菌および真菌による古典的な再発性感染症である。
- ウィスコット・アルドリッチ症候群（英語版）（WAS）
- 自己免疫性リンパ増殖症候群（英語版）（ALPS）
- 高IgM症候群（英語版）：活性化T細胞上でのCD40リガンドの産生が欠損するX連鎖性疾患。これにより、IgMの産生と循環への放出が増加する。B細胞とT細胞の数は正常範囲内である。細胞外細菌や日和見感染症に対する感受性が増加する。
- 白血球粘着不全症（英語版）（LAD）
- NF-κB必須修飾因子（NEMO）変異
- 選択的免疫グロブリンA欠損症（英語版）：体液性免疫の最も一般的な欠損症で、IgAの欠損を特徴とする。肺炎や消化器系の感染症を繰り返す。
- X連鎖無ガンマグロブリン血症（英語版）（XLA; ブルトン型無ガンマグロブリン血症としても知られる）：骨髄でのB細胞の成熟を阻害するチロシンキナーゼ酵素の欠損を特徴とする。循環するB細胞が産生されないため、免疫グロブリンクラスが存在しないが、細胞性免疫は正常の傾向がある。
- X連鎖リンパ増殖性疾患（英語版）（XLP）
- 毛細血管拡張性運動失調症

続発性免疫不全
- 後天性免疫不全症候群（AIDS）

## アレルギー
アレルギーとは、無害な抗原に対する異常な免疫反応のことである。
- 季節性アレルギー（英語版）
- 肥満細胞症
- 通年性アレルギー
- アナフィラキシー
- 食物アレルギー
- アレルギー性鼻炎[7]
- アトピー性皮膚炎

## 参照項目
- 免疫系#ヒトの免疫異常
- 脾機能亢進症